# Kerektó
Kerektó Esztergom egyik belterületi városrésze.

## Fekvése
Kerektó Búbánatvölgytől közvetlenül délre, az óvárostól 5 kilométerre fekszik, a Duna–Ipoly Nemzeti Park területén. Az óváros felől a 11-es főúton közelíthető meg. Tőle nyugatra a Szamár-hegy húzódik, délre pedig a Csenke-patak folyik. Tervben van a Duna mellett húzódó biciklis út meghosszabbítása a város felől Kerektóig.

## Leírása

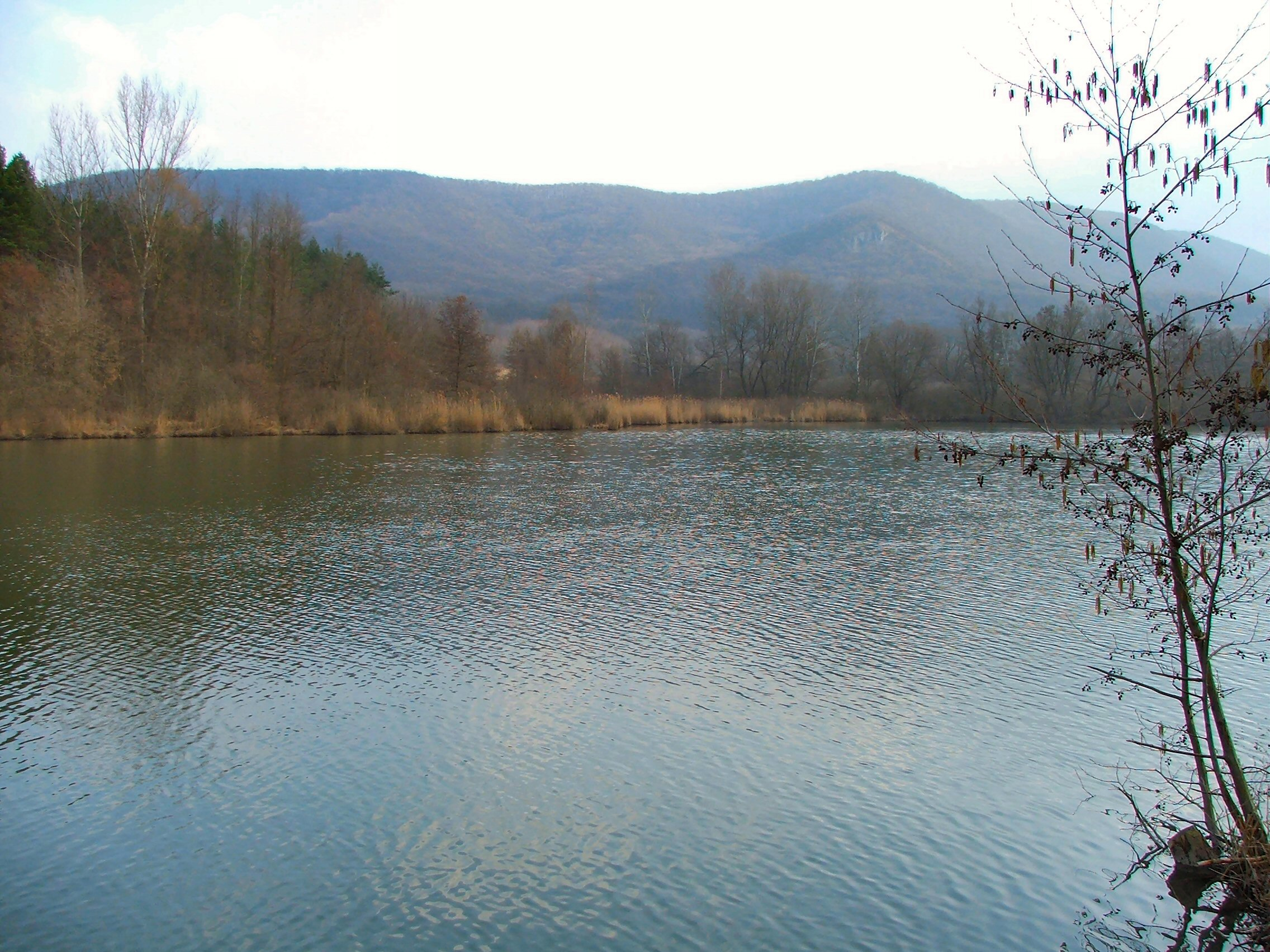
A horgász tó

Kerektó már az Árpád-kori, Buda környéki oklevelekben is megtalálható Kereked és Kerektó néven is. A területen a 2001-es népszámláláskor 36 állandó lakos, illetve 215 üdülő volt található, de azóta is nagy számban költöznek ide a városból, rengeteg új ház épül itt. 2011-re a lakosok száma 60-ra, 2022-re pedig 125-re nőtt.
A völgy felső részén található a tőzegláp kikotrásával kialakult egy víztározó. Ebből alakították ki egy 1976-os engedély alapján a Kerek-tavat, amely egy nádas horgásztó. Vízgyűjtő területe 2,7 km². Szomszédságában találhatóak az erdészet épületei, vadászház, valamint ez a Pilisi Bioszféra Rezervátum magterülete. A környék nagyon gazdag védett növény- és állatfajokban.
Védett növényei például a lápi nőszőfű, vidrafű, hússzínű ujjaskosbor, mocsári kakastaréj, mocsári csorbóka, nádi boglárka, többfajta árvalányhaj vagy a tőzegpáfrány. Védett halfaja a német bucó, de található itt több kétéltű, hüllő és vidra is. A sziklás részeken bajszos sármány fészkel.